# Тубол, Евгений Викторович
Евгений Викторович Тубол (род. 3 сентября 1968, Чугуевка, Приморский край, СССР) — российский военачальник. генерал-майор (2014).

## Биография
Родился 3 сентября 1968 года в селе Чугуевке Приморского края.
В 1990 году окончил Дальневосточное высшее общевойсковое командное училище, в 2001 году Общевойсковую академию Вооруженных Сил РФ, в 2012 году Военную академию Генерального штаба Вооруженных Сил РФ.
Командовал взводом и ротой в Закавказье, был заместителем командира мотострелкового батальона мотострелковой дивизии Дальневосточного военного округа (ДВО).
С 1995 по 1999 гг. — начальник штаба — заместитель командира батальона, командир батальона гвардейской пулеметно-артиллерийской дивизии общевойсковой армии ДВО.
С 2001 по 2011 гг. после окончания Общевойсковой академии ВС РФ — начальник штаба — заместитель командира полка, командир мотострелкового полка, заместитель командира 127-й пулеметно-артиллерийской дивизии общевойсковой армии ДВО.
В 2011 году назначен на должность командира 59 отдельной мотострелковой бригады армии ДВО. 15 сентября 2011 года указом Президента РФ Д. А. Медведева освобождён от занимаемой должности.
В 2012 году после окончания Военной академии Генерального штаба ВС РФ назначен командиром отдельной мотострелковой бригады общевойсковой армии Центрального военного округа.
В ноябре 2013 г. назначен командиром 201-й Гатчинской ордена Жукова дважды Краснознаменной военной базы, дислоцированной в Республике Таджикистан, руководство которой осуществлял до мая 2015 года.
22 февраля 2014 года присвоено звание «генерал-майор»
В мае 2015 года назначен заместителем командира 2-й гвардейской общевойсковой армии Центрального военного округа (г. Самара).
В 2022—2023 годах — преподаватель кафедры эксплуатации и ремонта вооружения и военной техники Казанского высшего танкового командного училища.